# إيرل ديفيس غريغوري
إيرل ديفيس غريغوري (بالإنجليزية: Earle Davis Gregory)‏ هو عسكري أمريكي، ولد في 18 أكتوبر 1897 في فرجينيا في الولايات المتحدة، وتوفي في 6 يناير 1972 في توسكالوسا في الولايات المتحدة.